# ミスティカル (ラッパー)
ミスティカル（Mystikal、1970年9月22日 - ）は、アメリカ合衆国ニューオリンズ出身のラッパー。だみ声系として知られている。

## 略歴

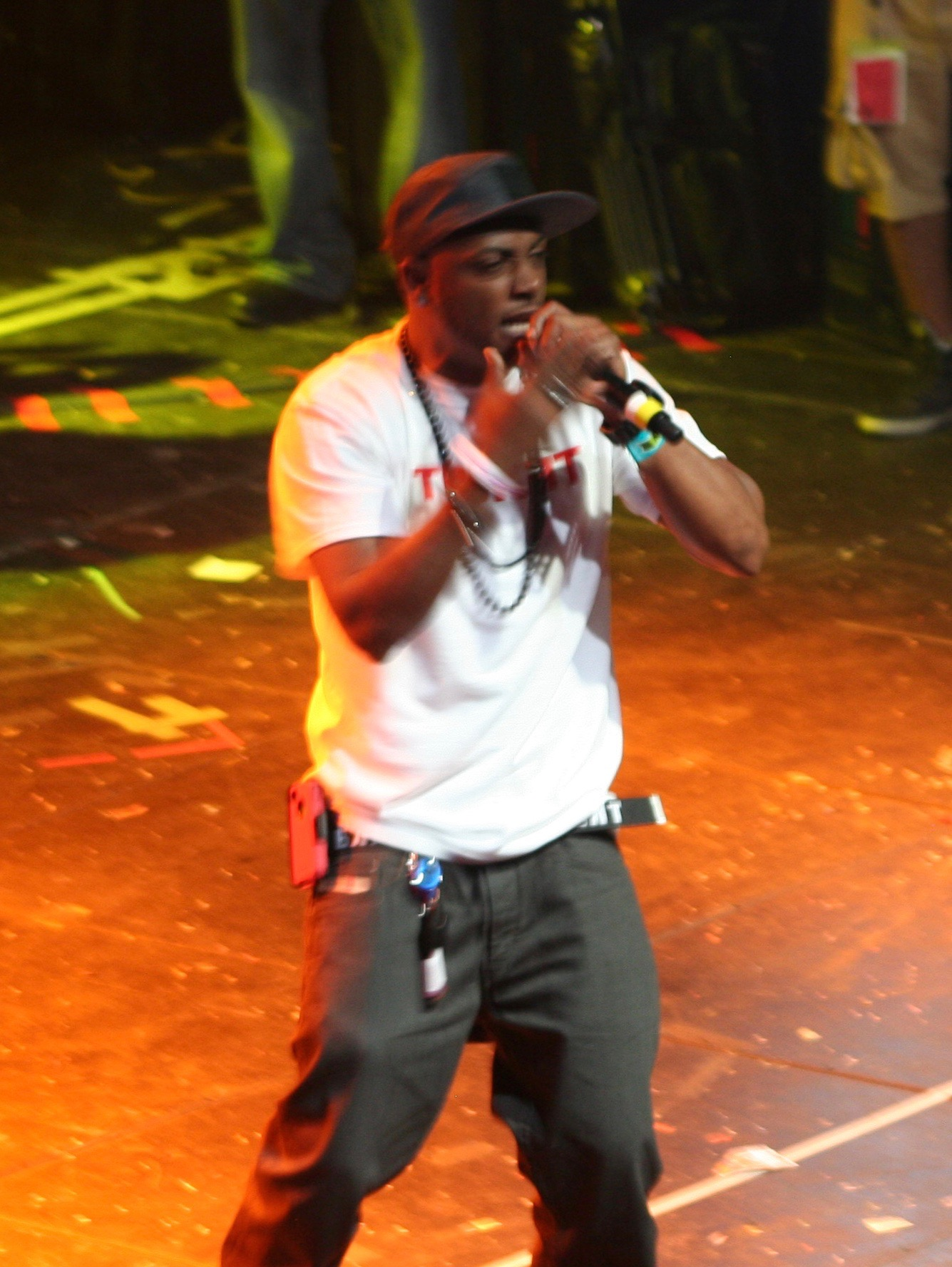
ライブでのミスティカル（2012年）

南部出身のラッパーとして絶大な人気を誇ったマスター・P（Master P）の No Limitレーベルで活動後、メジャーレーベルのジャイヴに移籍。
ネプチューンズ・プロデュースの『Ghetto Fabulous』に続いて2000年にリリースしたアルバム『レッツ・ゲット・レディ』から「Shake Ya Ass」、さらに「Danger」が大ヒットし、グラミー賞へもノミネートされる。
さらに続けて「Bouncin' Back(Bumpin' Me Against the Wall)」や、リュダクリスとの共演曲「Move Bitch」がヒットを飛ばすが、当時のヘアスタイリストが8万ドル相当のチェックを盗もうとしたために脅迫し、オーラルセックスを強要したため、レイプ容疑で告訴されて2004年から懲役6年、2006年には、税金未納で1年が追加された。 
2007年1月26日脱税の刑期を終え、ルイジアナ連邦刑務所から出所。レイプ容疑の件により引き続きルイジアナ州立エレイン・ハント刑務所で服役し、2010年1月14日に釈放された。

## ディスコグラフィ

### スタジオ・アルバム
- Mystikal (1994年)
- Mind of Mystikal (1995年)
- Unpredictable (1997年)
- Ghetto Fabulous (1998年)
- 『レッツ・ゲット・レディ』 - Let's Get Ready (2000年)
- 『タランチュラ』 - Tarantula (2001年)

### コンピレーション・アルバム
- 『プリンス・オブ・ザ・サウス〜ザ・ヒッツ』 - Prince of the South... The Hits (2004年)
- Chopped & Screwed (2004年)